# Acanthopsyche nigricans
Acanthopsyche nigricans är en fjärilsart som beskrevs av John Obadiah Westwood 1854. Acanthopsyche nigricans ingår i släktet Acanthopsyche och familjen säckspinnare. Inga underarter finns listade i Catalogue of Life.